# سرگئی بزروکوف
سرگئی بزروکوف (روسی: Серге́й Вита́льевич Безру́ков؛ زادهٔ ۱۸ اکتبر ۱۹۷۳) بازیگر اهل اتحاد جماهیر شوروی سوسیالیستی است.
از فیلم‌ها یا برنامه‌های تلویزیونی که وی در آن نقش داشته است می‌توان به دریابد و تاراس بولبا اشاره کرد.
وی همچنین برندهٔ جوایزی همچون هنرمند مردمی روسیه شده است.